# ماريان كروكر
ماريان كروكر (بالإنجليزية: Marianne Croker)‏ (1791 - 1854)؛ كاتِبة، شاعرة، رسامة توضيحية، رسامة وروائية بريطانية.